# Glynis Nunn
Glynis Leanne Cearns (nacida Saunders y anteriormente Nunn; Toowoomba, 4 de diciembre de 1960) es una exatleta australiana. Fue campeona olímpica de heptatlón en los Juegos de Los Ángeles 1984.
Comenzó a hacer atletismo en su niñez en su localidad natal de Toowoomba. Como destacaba en varias pruebas, decidió probar en el pentatlón, combinación de cinco pruebas y que a partir de 1981 sería sustituida por el heptatlón, combinación de siete pruebas. Todavía con su apellido de soltera Saunders, se clasificó para competir en los Juegos de la Commonwealth de Edmonton 1978, pero finalmente no pudo participar debido a una lesión.
Su primer gran triunfo llegó en los Juegos de la Commonwealth de Brisbane 1982, cuando logró la medalla de oro del heptatlón. Sin embargo al año siguiente solo pudo ser 7ª en los Campeonatos del Mundo de Helsinki 1983.
En los Juegos Olímpicos de Los Ángeles 1984 se disputaba por primera vez el heptatlón en unos Juegos. La ausencia debido al boicot de la mayoría de los países de Europa del Este, hizo que muchas de las mejores especialistas del mundo no pudieran acudir, entre ellas las alemanas orientales Ramona Neubert y Sabine Paetz, campeona y subcampeona del mundo el año anterior. Esto hizo que Glynis Nunn fuera una de las candidatas a llevarse el título olímpico.
La competición fue muy reñida, con varias atletas luchando por las medallas hasta la última prueba. Finalmente Nunn hizo un total de 6.390 puntos, solo cinco puntos más que la estadounidense Jackie Joyner-Kersee, que acabó segunda con 6.385 puntos. La medalla de bronce fue para la alemana occidental Sabine Everts, con 6.363 puntos.
Además de su triunfo en el heptatlón, Nunn logró la 5.ª posición en la final de los 100 metros vallas y la 7ª en salto de longitud.
Tras los Juegos de Los Ángeles abandonó el heptatlón y decidió centrarse únicamente en la prueba de vallas. En esta etapa se vio afectada por numerosas lesiones, y su mejor resultado fue la medalla de bronce en los 100 m vallas de los Juegos de la Commonwealth de Edimburgo 1986.
Se retiró del atletismo en 1990.

## Resultados
| Año  | Competición               | Lugar       | Puesto                                            | Marca            |
| ---- | ------------------------- | ----------- | ------------------------------------------------- | ---------------- |
| 1977 | Copa del Mundo            | Düsseldorf  | 8ª en 100 m vallas                                | 14,75            |
| 1982 | Juegos de la Commonwealth | Brisbane    | 1ª en heptatlón 6ª en 100 m vallas 7ª en longitud | 6.254 13,31 6.38 |
| 1983 | Campeonato del Mundo      | Helsinki    | 7ª en heptatlón                                   | 6.195            |
| 1984 | Juegos Olímpicos          | Los Ángeles | 1ª en heptatlón 5ª en 100 m vallas 7ª en longitud | 6.390 13,20 6.53 |
| 1985 | Copa del Mundo            | Camberra    | 5ª en 100 m vallas                                | 13,25            |
| 1986 | Juegos de la Commonwealth | Edimburgo   | 3ª en 100 m vallas                                | 13,44            |
| 1990 | Juegos de la Commonwealth | Auckland    | 5ª en 100 m vallas                                | 13,47            |